# Шитов, Василий Васильевич
Василий Васильевич Шитов (21 апреля 1915, Шуйский район — 19 февраля 1944, Апостоловский район, Днепропетровская область) — командир дивизиона 1232-го пушечного артиллерийского полка 115-й Криворожской пушечной артиллерийской бригады 46-й армии 3-го Украинского фронта, капитан, Герой Советского Союза.

## Биография
Родился 21 апреля 1915 года в деревне Веригино (ныне Шуйского района Ивановской области) в семье крестьянина. Русский.
Член ВКП(б)/КПСС. Окончил 7 классов и школу ФЗУ. Работал слесарем, помощником мастера на прядильно-ткацкой фабрике «Шуйский пролетарий».
В Красной армии с осени 1936 года. После срочной службы был зачислен курсантом артиллерийской школы. Лейтенант Шитов участвовал в войне с Финляндией 1939—1940 годов. Став кадровым офицером, он в учебном полку готовит будущих артиллеристов. Здесь встретил начало Великой Отечественной войны. Несмотря на рапорты с просьбой об отправке на фронт, оставался в учебном подразделении. За успехи в службе Шитову в мае 1942 года присвоено очередное воинское звание — «старший лейтенант».

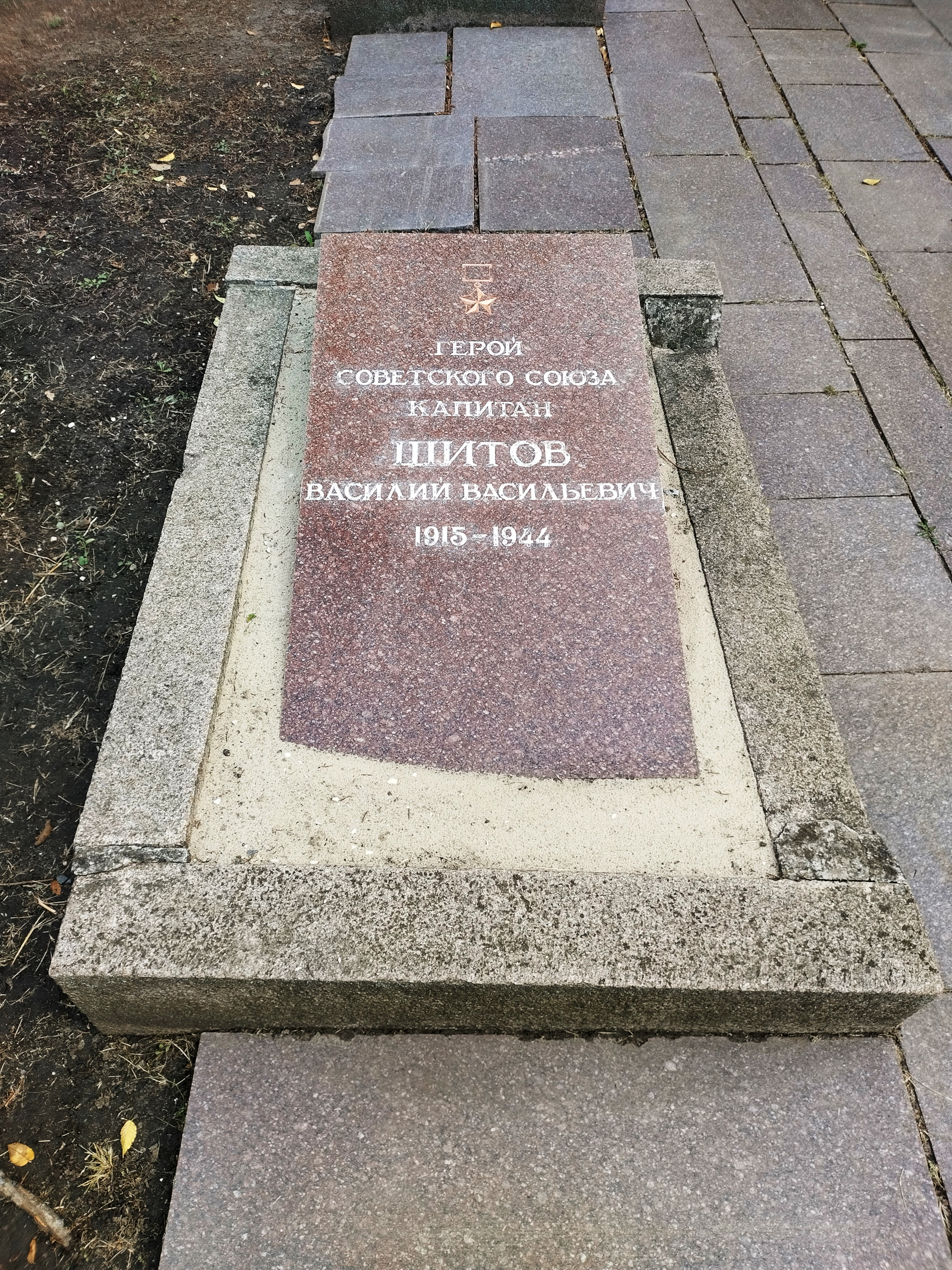
Могила Шитова В. В. в Центральном парке Апостолово

На фронте с ноября 1942 года. Воевал на Северо-Кавказском, Юго-Западном и 3-м Украинском фронтах. В одном из боёв в октябре 1943 года был контужен, после госпиталя вернулся в свою часть. Отличился в боях во время Никопольско-Криворожской наступательной операции.
19 февраля 1944 года в районе населённого пункта Кравцы капитан Шитов возглавил отражение контратаки противника, пытавшегося окружить дивизион. Артиллеристы отбили несколько атак, но не отступили. В рукопашном бою Шитов погиб.
Указом Президиума Верховного Совета СССР от 13 сентября 1944 года за образцовое выполнение боевых заданий командования на фронте борьбы с немецко-фашистским захватчиками и проявленные при этом мужество и героизм капитану Шитову Василию Васильевичу посмертно присвоено звание Героя Советского Союза.
Похоронен в городе Апостолово Днепропетровской области.
Награждён орденами Ленина, Отечественной войны 1-й степени, медалями.
Именем Героя названа улица в городе Апостолово. Его имя увековечено на памятнике землякам в селе Чернцы.